# École Aquiba
L’école Aquiba,, est une école juive fondée en 1948 à Strasbourg (Bas-Rhin) dans le cadre de la reconstruction du judaïsme français après la Seconde Guerre mondiale et la Shoah. Elle continue de nos jours à donner une éducation juive et générale.

## Historique

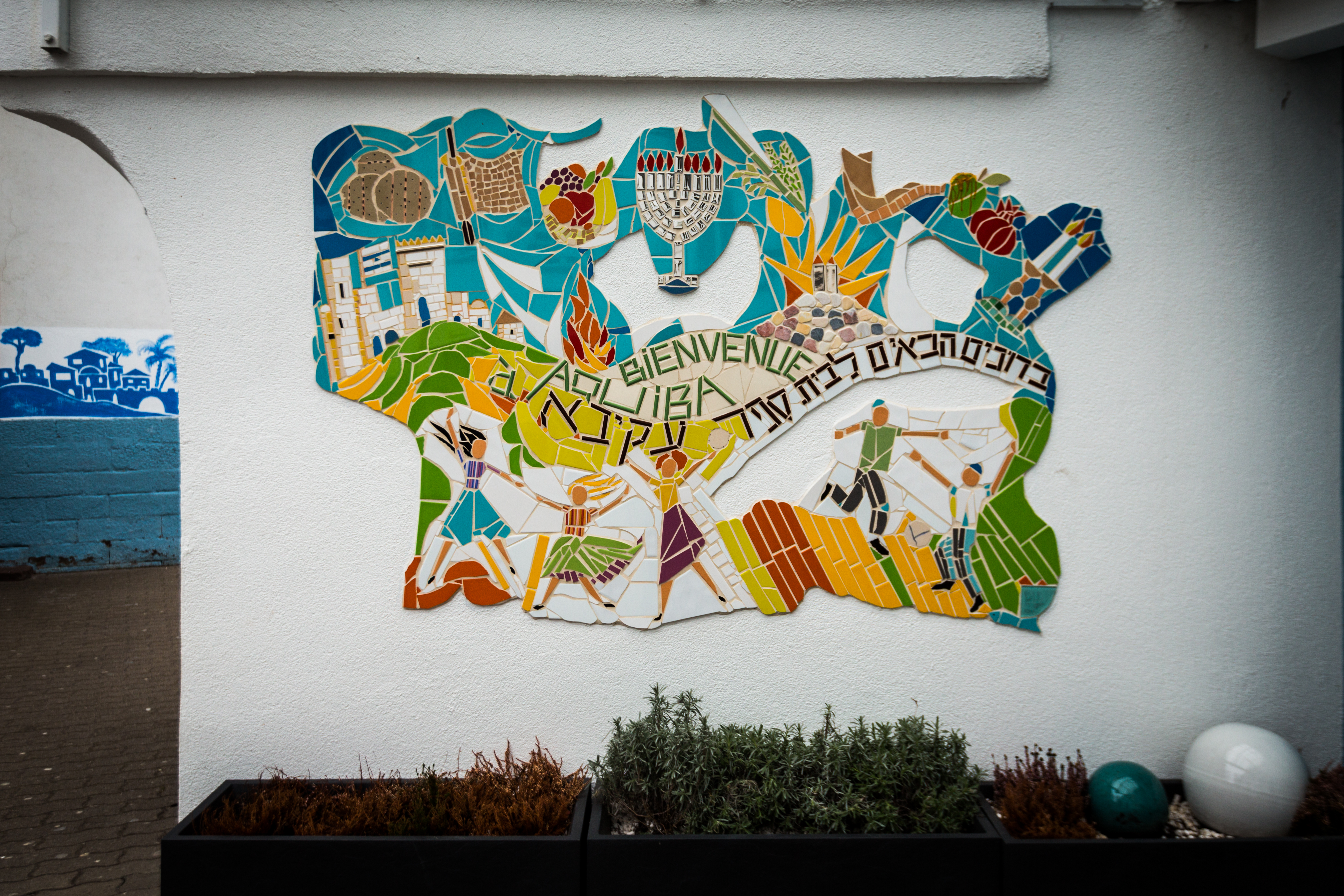
Fresque de bienvenue à l'école Aquiba.

Sous le patronage du Grand-rabbin Abraham Deutsch et sous la direction de Benjamin Gross, l'École Aquiba, établissement primaire et secondaire, ouvre ses portes en octobre 1948.

## Directeurs
- Benjamin Gross dit Beno Gross, fondateur de l'École 1948-1969
- Jean-Paul Amoyelle, 1969-1977
- Jean Lévy, 1977-1992
- Isaac Bibas, 1992-2005
- Meir Ohnouna, 2005-2008
- Simon Bouskila, 2008-2010
- David Uzan, depuis juin 2010

## Professeurs
- Armand Abécassis[5]
- Renée Neher-Bernheim[6]
- Jean Daltroff
- Charles Friedemann[7]
- Théo Klein
- Lazare Landau
- rebbitzen Sara Schlesinger

## Anciens élèves
- Éliette Abécassis
- Gilles Bernheim
- Josy Eisenberg
- Claude Heymann
- Harold Weill
- Eliezer Wolff